# La moglie è un'altra cosa
La moglie è un'altra cosa (Moulin Rouge) è un film statunitense del 1934 diretto da Sidney Lanfield.